# تکیه زاغرم شهر تفرش
تکیه زاغرم شهر تفرش مربوط به دوره صفوی - دوره قاجار است و در تفرش، داخل شهر، محله زاغرم واقع شده و این اثر در تاریخ ۹ فروردین ۱۳۷۸ با شمارهٔ ثبت ۲۲۸۱ به‌عنوان یکی از آثار ملی ایران به ثبت رسیده است.